# Anadastus
Anadastus é um género de coleópteros da família Erotylidae.